# Вук Радивојевић
Вук Радивојевић (Београд, 30. јул 1983) бивши је српски кошаркаш. Играо је на позицијама плејмејкера и бека.

## Каријера
У млађим категоријама наступао је за Партизан. Сениорску каријеру је почео у краљевачкој Слоги од 2002. године. Током 2003. потписао је за Црвену звезду. У свом првом боравку у клубу са Малог Калемегдана одиграо је низ сезона и од трофеја уписао два национална купа - 2004. и 2006. године. То га је препоручило селектору Моки Славнићу, па је наступао за репрезентацију Србије на Европском првенству 2007. године. Исте 2007. сели се у шпански клуб Фуенлабраду. Вратио се у Црвену звезду за сезону 2009/10. Наредну сезону је провео у ФМП-у из Железника, пре него што се 2011. по трећи пут нашао у Црвеној звезди.
Дана 4. новембра 2012. забележио је јубиларни 300. наступ за Црвену звезду и у том моменту се налазио на трећем месту по броју одиграних мечева у црвено-белом дресу, одмах иза Слободана Николића и Предрага Богосављева. У фебруару 2013. са Звездом је освојио и трећи Куп Радивоја Кораћа. На крају сезоне 2012/13. напустио је Црвену звезду. У октобру 2013. потписао је једногодишњи уговор са ФМП-ом. Ипак, за ФМП није заиграо пошто је наредног месеца прешао у Турк Телеком где је провео сезону 2013/14.
Након неколико месеци без клуба, Радивојевић је 29. децембра 2014. потписао уговор са пољском екипом Шлонск Вроцлав до краја сезоне. Последњег дана септембра 2015. године потписао је за Игокеу. У Игокеи је био наредне четири сезоне и у том периоду је два пута био првак БиХ и четири пута освајач купа. У јуну 2019. завршио је играчку каријеру.

## Успеси

### Клупски
- Црвена звезда:
  - Куп Радивоја Кораћа (3): 2004, 2006, 2013.
- Игокеа:
  - Првенство Босне и Херцеговине (2): 2015/16, 2016/17.
  - Куп Босне и Херцеговине (4): 2016, 2017, 2018, 2019.